# Klotz
Klotz is een Duits historisch motorfietsmerk.
De bedrijfsnaam was: Maschinenfabrik Eugen Klotz, Stuttgart
In 1923, aan het begin van de Duitse "motorboom" na de Eerste Wereldoorlog, ontstonden in Duitsland honderden kleine motorfietsmerken. De meesten gebruikten om kosten te besparen inbouwmotoren van andere merken. Meestal waren dat goedkope tweetaktmotoren. Eugen Klotz liet eigen 200- en 250cc zijklepmotoren ontwikkelen door Wilhelm Gutbrod. Dergelijke kleine merken vielen al snel ten prooi aan de grote concurrentie. Hoewel de Klotz-motoren al snel een goede naam verwierven, eindigde de productie in 1926. Wilhelm Gutbrod had in 1925 het bedrijf verlaten en zijn eigen merk Standard in Ludwigsburg opgericht.